# Obština Tvărdica
Obština Tvărdica (bulharsky Община Твърдица) je bulharská jednotka územní samosprávy ve Slivenské oblasti. Leží ve středním Bulharsku na jižních svazích Staré planiny; její jižní část je součástí Tvărdické kotliny, jedné ze Zabalkánských kotlin. Sídlem obštiny je město Tvărdica, kromě něj zahrnuje obština 1 město a 8 vesnic. Žije zde necelých 14 tisíc stálých obyvatel.

## Sídla
| - Bjala Palanka - Bliznec - Borov Dol - Červenakovo | - Orizari - Sărcevo - Sborište - Šivačevo | - Tvărdica (sídlo správy) - Žălt Brjag |

## Sousední obštiny
| Růžice kompasu |             | Elena            |        | Růžice kompasu |
| Růžice kompasu | Gurkovo     | Sever            | Sliven | Růžice kompasu |
| Růžice kompasu | Gurkovo     | Obština Tvărdica | Sliven | Růžice kompasu |
| Růžice kompasu | Gurkovo     | Jih              | Sliven | Růžice kompasu |
| Růžice kompasu | Nova Zagora |                  |        | Růžice kompasu |

## Obyvatelstvo
V obštině žije 13 833 stálých obyvatel a včetně přechodně hlášených obyvatel 16 264. Podle sčítáni 1. února 2011 bylo národnostní složení následující:
- Bulhaři: 9 359 (72.2 %)
- Romové: 2 100 (16.2 %)
- Turci: 1 287 (9.9 %)
- ostatní: 219 (1.7 %)